# Lægekulsukker
Lægekulsukker (Symphytum officinale), ofte skrevet læge-kulsukker, er en flerårig, 40-100 centimeter høj plante i rublad-familien. Bladene er ustilkede og fortsætter i en bred vinge på stænglen. Kronen er violet-rødlig eller hvidgul og dobbelt så lang som bægeret. Delfrugterne er glatte og skinnende.
I Danmark er lægekulsukker temmelig sjælden ved vejkanter og bebyggelse. Den blomstrer i juni til august.

## Anvendelse
Lægekulsukker har i årtusinder været brugt som folkemedicin i form af salve og teblad grundet dens sårhelende egenskab. Plantens sårhelende egenskab skyldes, at planten indeholder en type alkaloid, som stimulerer celledeling ved berøring og indtagelse. Af samme årsag er planten kræftfremkaldende hos både dyr og mennesker, hvor hud og lever påvirkes.
Dens kræftfremkaldende egenskab har betydet et forbud mod lægemidler med lægekulsukker på det danske marked siden 1987 og efterfølgende på EU-niveau i 2021.